# Шеинское сельское поселение
Ше́инское се́льское поселе́ние — муниципальное образование в Корочанском районе Белгородской области.
Административный центр — село Шеино.

## История
Шеинское сельское поселение образовано 20 декабря 2004 года в соответствии с Законом Белгородской области № 159.

## Население
| 2010 | 2011 | 2012 | 2013 | 2014 | 2015 | 2016 | 2017 | 2018 |
| ---- | ---- | ---- | ---- | ---- | ---- | ---- | ---- | ---- |
| 796  | ↘794 | ↗816 | ↗839 | ↘838 | ↗860 | ↗867 | ↗881 | ↗896 |
| 2019 | 2020 | 2021 |      |      |      |      |      |      |
| ↘888 | ↘885 | ↘870 |      |      |      |      |      |      |

## Состав сельского поселения
| № | Населённый пункт | Тип населённого пункта       | Население |
| - | ---------------- | ---------------------------- | --------- |
| 1 | Ушаково          | село                         | ↘46       |
| 2 | Шеино            | село, административный центр | ↗750      |